# サミール・ベナゾーズ
サミール・ベナゾーズ（Samir Benazzouz、男性、1978年3月20日 - ）は、モロッコ出身のキックボクサー。身長180cm、体重99kg。ボスジム所属。ニックネームはモロッコの蟻地獄、ホーストII世等。
16歳でプロに転向。K-1参戦前の戦績は60戦57勝。パンチとキックをバランス良く使い分けるテクニシャン。現役時代のアンドレ・マナートを撃破したこともある。弟はキックボクサーのナオフォール“アイアン・レッグ”。

## 戦績
| 勝敗 | 対戦相手                     | 試合結果                                  | 大会名                                                  | 開催年月日    |
| ×    | タイロン・スポーン           | 3R TKO（タオル投入）                      | Beast of the East                                       | 2009年1月24日 |
| ×    | ヘンリックス・ゾーワ         | 3R終了 判定                               | IT'S SHOWTIME Finale Trophy Max 75 【スーパーファイト】 | 2008年3月15日 |
| ×    | ロドニー・ファベイラス       | 5R終了 判定                               | Gentleman Fight Night IV                                | 2007年6月2日  |
| ○    | アジス・ヤヤ                 | 2R KO                                     | WFCA                                                    | 2006年2月4日  |
| ×    | ユルゲン・クルト             | 3R終了 判定0-3                            | K-1 WORLD GP 2003 世界地区予選 オランダ大会 【決勝】    | 2003年4月6日  |
| ○    | マーク・ディ・ヴィト         | 2R TKO                                    | K-1 WORLD GP 2003 世界地区予選 オランダ大会 【準決勝】  | 2003年4月6日  |
| ○    | ハリー・ホーフド             | 3R終了 判定2-0                            | K-1 WORLD GP 2003 世界地区予選 オランダ大会 【1回戦】   | 2003年4月6日  |
| ×    | ジャビット・バイラミ         | 3R+延長R終了 判定0-3                      | K-1 WORLD GP 2001 in NAGOYA 【リザーブファイト】        | 2001年7月20日 |
| ○    | ショーン・パルジャック       | 4R 0:27 TKO（膝蹴り）                     | 2H2H - Simply The Best【ムエタイルール】                | 2001年3月18日 |
| ×    | ジャビット・バイラミ         | 5R終了 判定0-3                            | K-1 Fight Night 2000                                    | 2000年6月3日  |
| ×    | ロイド・ヴァン・ダム         | 3R終了 判定0-3                            | K-1 THE MILLENNIUM                                      | 2000年4月23日 |
| ×    | レイ・セフォー               | 1R 2:14 KO（右ローキック、3ノックダウン） | K-1 GRAND PRIX '99 開幕戦 【1回戦】                     | 1999年10月3日 |
| ×    | ステファン・レコ             | 1R 2:45 KO（右ローキック）                | K-1 DREAM '99 【決勝】                                  | 1999年7月18日 |
| ○    | コンバット・ジーヨ           | 3R+延長R終了 判定3-0                      | K-1 DREAM '99 【準決勝】                                | 1999年7月18日 |
| ○    | アレクサンドル・セメノビッチ | 3R終了 判定3-0                            | K-1 DREAM '99 【1回戦】                                 | 1999年7月18日 |
| －   | サム・グレコ                 | 2R終了時 無効試合（グレコ右脛負傷）       | K-1 THE CHALLENGE '99                                   | 1999年3月22日 |

## 主な獲得タイトル
- K-1 GRAND PRIX '99 名古屋予選 準優勝
- K-1 WORLD GP 2003 オランダ予選 準優勝